# Белорусская готическая проза
Белорусская готическая проза — художественные произведения, написанные белорусскими авторами в готическом жанре.

## Первопроходцы жанра в белорусской литературе
Белорусское писательство периода рубежа XVIII—XIX веков не отставало от европейского процесса и достижений западноевропейской литературы и культуры. Наилучшие образцы готического романа были адаптированы и успешно использованы в литературном окружении Беларуси XIX века.
Мистически-фантастические элементы использовал в своем творчестве и белорусско-польский поэт Юзеф Бака. И стоит заметить, что примерно в том же периоде, что и Хорас Уолпол, который считается первооткрывателем жанра. Особенно это заметно в его поэтическом сборнике «Размышления о неизбежной смерти» (1766), в котором автор попытался показать демоническое всемогущество смерти близкое к нигилизму. Тем не менее его творчество больше принадлежит к метафизической поэзии позднего барокко, и произведения были скорее гротескными.
Что касается прозы, то первой использовать успешный в Западной Европе жанр готического романа, приспособить его к местным реалиям, попыталась Анна Барбара Мостовская-Радзивилл. К сожалению, сегодня имя этой писательницы из рода Радзивиллов не очень знакомо белорусскому читателю. Писательница творила свои произведения в Заславле, публиковалась в Вильне, где в 1806 году вышел её первый книжный сборник (на польском языке) под общим названием «Мои развлечения» («Moje rozrywki»), в который вошёл ряд таинственно-приключенческих повестей «Не всегда так делается, как говорится», «Замок Конецпольских» «Матильда и Данила» и др. Для её произведений характерно углубление в историю, иногда, даже — жажда исторического правдоподобия. События в её произведениях развиваются на фоне рыцарских турниров, охот, пышных балов. А территорией, где осуществляется готический сюжет, служат классические для жанра древние замки с подземными ходами и готические башни, монастыри и языческие капища. И, как того и требует жанр ужасов, есть и родовые проклятия, и таинственные видения, преступления и наказание.
В середине XIX века другому белорусскому писателю, Яну Барщевскому, удачно удалось использовать достижения готической прозы в своем чрезвычайно богатым на мистические истории прозаическим сборнике «Шляхтич Завальня, или Беларусь в фантастических рассказах» (1844—1846), в котором автор в доступной и остроумной форме показывает верования жителей северной Беларуси, в фантазиях которых блуждают недобрые духи, а предания и мифы которых повествуют про вурдалаков, оборотней и чернокнижников. Все это прекрасно отразилось в рассказах сборника — «О чернокнижнике и о драконе, который вылупился из яйца, снесенного петухом», «Ужиная корона», «Плачка», «Волосы, кричащие на голове» и других, где писатель использует основные принципы готической литературы: мистическое переплетается с реальным, а фантастическое всегда присутствует рядом. В своих произведениях Борщевский применяет и такой элемент, принятый в литературе ужасов, как развертывание событий в замкнутом пространстве. Так, события в рассказе «О чернокнижнике и о драконе…» разворачиваются в барском дворце. И действия других его рассказов происходят ли в дворянском доме или отдаленном усадьбе, либо в таверне.
Интересно и полумистическое стихотворение Янки Купалы «Забытая таверна» (1907). Его творчество может и нельзя напрямую отнести к готике, но и обходить не стоит. Так, в упомянутом стихе поэт вспоминает, что, как только наступает полночь, и люди засыпают — в таверне начинают гулять черти, ведьмы, вурдалаки. И гуляют, пока не прокричит петух. Также стоит вспомнить ещё один его стих — «Хохлик» (1911), в котором Купала также обращается к народной мифологии с элементами мистики: «…Ваўкалак за дамавінай выпаўзае на пуціну…Хохлік грае, ведзьма скача, ноч смяецца, сонца плача…».

## Готический роман в советский период
Элементы мистики и белорусской мифологии мы наблюдаем и в полуфантастической повести Вацлава Ластовского «Лабиринты» (1923), которая исполнена загадочностью и таинственностью. Здесь и легенды о подземных ходах и чудесах, скрытых в них, и поиски сокровищ, в частности полоцкой библиотеки, которую не сумел отыскать Иван Грозный. Эффект зловещности, присущий готическому жанру, Ластовский хорошо передает в одном из эпизодов, когда странники в подземелье доходят до дубовой гроба, на которой читают такую надпись: «Я, Яромир, ходы эти работой многой сотворил и пять демонов мощью слов тайных на бдение вечное оставил тут. Пусть вносящего сюда пропустят, а на выносящем исполнится слово». Вообще, автор в данном произведении хорошо себя раскрыл и как знаток белорусской истории, этнографии, мифологии, и, что очень неожиданно впечатляет — народной астрономии, связанной со славянским олимпом дохристианских божеств. Повесть «Лабиринты» стала ещё и тогдашним образцам романтической прозы на историческую тему. Но в тот же момент исследователи и на сегодня так и не пришли к единому мнению о жанровой принадлежности «Лабиринтов», что это: философская повесть или скорее детектив, историко-приключенческая или мистическая проза, или ужасы?
Мистикой и исторической тематикой проникнуты и многие произведения мастера исторической прозы Владимира Короткевича. И именно по его произведению снят первый белорусский фильм в жанре готики — «Дикая охота короля Стаха», созданный по одноимённой повести (написано в 1958, впервые опубликовано в 1964), которая соответствует всем канонам жанра готического романа. Здесь и седые мрачные легенды и родовые проклятия, и соответствующая атмосфера, присущая жанру — мрачный дряхлый замок в окружении тусклых серых болот. Ну, и очень удачная передача чувства пугающей напряженности: «Когда я просыпался, я слышал в коридоре шаги Малого Человека и временами его тихий жалобный стон. А потом опять была черная бездна тяжелого сна, и снова скакала по вереску и трясине стремительная, как стрела, охота».
Мрачность присуща даже некоторым его стихам. Наверное, особенно это ощущается в его стихотворении «Пророк Иероним Босх»: «…Своей неукротимой фантазией вызвал он безобразные призраки… Через трещины на полотнах слышатся звуки рыданий…». А атмосфера напряженности передана и в романе «Черный замок Ольшанский» (1979-80), особенно в описании замка с привидениями («Полночью каждой такою в замке, что стынет от страха, По галереям проходят дама с черным монахом»), и в описании самих этих призраков, которые то и дело появляются и наводят смертный ужас на случайных прохожих («…их призраки бродят под аркадами замка, чувствительно и тяжко воздыхая и пугая стонами добрых людей»). За роман «Черный замок Ольшанский» Короткевич в 1984 году был посмертно награждён Государственной премией имени Якуба Коласа, а на национальной киностудии «Беларусьфильм» Михаил Пташук снял по роману двухсерийный одноимённый художественный фильм.

## Современное положение
Из современных авторов, которые успешно работают в этом жанре, стоит выделить Людмилу Рублевскую. Её готический роман «Пляска смерти» (2011) начинается строками из стихотворения Короткевича, как дань и уважение к его творчеству, и с первых же строк самого романа вводит нас в атмосферу чего-то напряженности, чего-то пугающего и таинственного: «Они вращались в безумном хороводе вокруг ратуши уже десятый час. Небо сделалось красным, как раскаленное железо. Тяжелый дым костров, которыми отпугивали напасть, стелется по мостовой, как будто души, что напрасно жаждали перед смертью последнего причастия, не хотели покидать землю…». Здесь и готика, и детектив, и историческое фэнтези, и даже любовь. Но что до любви в стиле готики, то здесь прежде всего нужно обратить внимание на, как его сама определяет Рублевская, «чудовищное повествование» — «Жених девы Дануси» (2003). Жених прекрасной выпускницы женской гимназии, девы Дануси, знатный Генусь, во время инспекции железной дороги погиб в спущенном под откос эсерами поезде. Но в тот же вечер приезжает за ней на блестящем, как рождественская елка автомобиле — шикарном воплощении прогресса, который только начал появляться на улицах города. И отвозит её на Кальварийское кладбище, к суровому псевдоготическому зданию храма, у стен которого и рассказывает про свою ужасную историю, что он не живой, а только изможденный влюбленный дух. Рассматривая тему готического романа в современной белорусской литературе, следует обратить внимание на ещё одно произведение Рублевской — «Ночи на Плебанских Мельницах» (2006), в котором можно провести в чём-то параллели с мистическим историями «Шляхтича Завальни» Яна Борщевского. Рублевская с самого начала погружает читателя в напряженную атмосферу чего-то таинственного и пугающего («Этот дом построил сумасшедший в сумасшедшем месте…»), а само произведение построено на мистических историях Минска, городских легендах, которые друзья рассказывают по очереди друг другу, сидя вечером в старом доме при свете свечей.
Мистически-детективный сюжет заложил в основу своего произведения Валерий Гапеев в романе «Проклятие» (2013), в котором он попытался по-новому взглянуть на фольклорное и историческое наследие белорусов. Роман о современности, но в нём мистическое и мифологическое тесно переплетено с действительностью и является неотъемлемой частью нашей жизни. Один из главных героев, деревенский парень, дом которого сгорел вместе с его братом, остался последним в роду. Разбирая пепелище он находит металлический амулет-артефакт, который в конце концов приводит парня в тайное братство. Оказывается, что где-то рядом с нами живут ведьмы и оборотни, цветет папоротник и принимают жертвы камни-алтари. Автор раскрывает национальный характер белорусов и призывает не забывать своей истории. Ведь пренебрежение народными традициями, отказ от своей культуры, могут обернуться проклятием для человека, который отрекается от своих корней.
Мистическая основа, и развертывание событий вокруг древних артефактов, заложенный в детективных романах Ольги Тарасевич. Отрывки истории в её романах удачно сочетаются с нашей современностью. Так, например, события в одном из её последних романов, «Оберег Святого Лазаря» (2012), разворачиваются во время съемок телепроекта, который напоминает и на сегодня достаточно популярное телешоу «Битва экстрасенсов», а в образе некоторых героев книги легко угадываются некоторые реальные прототипы. С точки зрения готического романа интерес вызывает и её роман «Карты великого мага» (2014), сюжетная линия которого развивается вокруг колоды карт таро известного английского оккультиста Алистера Кроули, создатель колоды «Таро Тота». И в романе Тарасевич, колода карт, над которой черный маг проработал пять лет, неожиданно всплывает в наши дни. Карты, которые обладают огромной силой, исполняют любое желание своего владельца, находятся в преступных руках, и детективу нужно отыскать этого преступника. И так большинство произведений Ольги Тарасевич завязано на детективных историях вокруг древних артефактов, которые обладают магической силой.